# Ołena Riepko
Ołena Ołeksandriwna Riepko (ukr. Олена Олександрівна Рєпко; ur. 1 sierpnia 1975 w Charkowie) – ukraińska wspinaczka sportowa, specjalizowała się we wspinaczce na czas oraz w prowadzeniu. Wielokrotna medalistka mistrzostw świata i mistrzostw Europy we wspinaczce na czas. Trzykrotna mistrzyni świata we wspinaczce sportowej z 2001, 2003 oraz 2005.

## Kariera sportowa
Multimedalistka we wspinaczce sportowej w konkurencji wspinaczki na czas (łącznie 7 medali; w tym 5 złotych oraz 2 srebrne) w latach 1996–2011:
- Mistrzostwa świata (4 medale);
  - mistrzostwo świata  (3x) – 2001, 2003, 2005,
  - wicemistrzostwo świata  (1x) – 1999,
- Mistrzostwa Europy (3 medale);
  - mistrzostwo Europy (2x) – 2000, 2000,
  - wicemistrzostwo Europy (1x) – 1998.

Startowała również w  prowadzeniu oraz sporadycznie także w boulderingu, ale bez większych sukcesów.
Uczestniczka World Games we 2005 w Duisburgu  gdzie zdobyła srebrny medal we wspinaczce na czas.
Wielokrotna uczestniczka, medalistka prestiżowych zawodów wspinaczkowych Rock Master we włoskim Arco gdzie w 2008 roku zdobyła złoty medal.

## Osiągnięcia

### Puchar Świata
| Konkurencje  | 2000 | 2002 | 2003 | 2008 |
| Wsp. na czas | 1    | 1    | 3    | 2    |

### Mistrzostwa świata
| Konkurencje           | 1997 | 1999 | 2001 | 2003 | 2005 | 2007 | 2009 | 2011 |
| Wsp. na czas          | 10   | 2    | 1    | 1    | 1    | 14   | 16   | 19   |
| Wsp. na czas (h=10 m) | —    | —    | —    | —    | —    | —    | 8    | —    |

### Mistrzostwa Europy
| Konkurencje  | 1996 | 1998 | 2000 | 2002 | 2006 | 2010 |
| Prowadzenie  | —    | 27   | —    | —    | —    | —    |
| Wsp. na czas | 14   | 2    | 1    | 1    | 7    | 9    |

### World Games
| Konkurencje  | 2005 |
| Wsp. na czas | 2    |

### Rock Master
| Konkurencje  | 2008 | 2009 | 2010 |
| Wsp. na czas | 1    | 7    | 11   |